# Chorvatské království (1527–1868)
Chorvatské království (chorvatsky Kraljevina Hrvatska; latinsky Regnum Croatiae, maďarsky Horvát Királyság, německy Königreich Kroatien) bylo součástí zemí Uherské koruny, ale po značné období, včetně svých posledních let, podléhalo přímé vládě rakouského císaře. Jeho hlavním městem byl Záhřeb. Od roku 1527, po volbě v Cetinu, bylo součástí habsburské monarchie a v letech 1804–1867 součástí Rakouského císařství.
V 16. století utrpělo Chorvatské království značné územní ztráty během válek s Osmanskou říší. Až do 18. století zahrnovalo pouze malou severozápadní část dnešního Chorvatska kolem Záhřebu a úzký pás pobřeží kolem Rijeky, které nebyly pod osmanskou kontrolou nebo součástí Chorvatské vojenské hranice. V letech 1744–1868 zahrnovalo Chorvatské království podřízené autonomní království – Slavonské království. Toto území bylo znovu dobyto na Osmanech a krátce bylo součástí Vojenské hranice. V roce 1744 bylo začleněno jako autonomní součást do Chorvatského království. V roce 1868 byla Chorvatská a Slavonská království sloučena do nově vytvořeného Chorvatsko-slavonského království.

## Dějiny

### Chorvatské království pod vládou Habsburků

Znak od roku 1526

Prapor od roku 1526

Uhersko byla poraženo v bitvě u Moháče v roce 1526. V roce 1527 chorvatská šlechta uznala habsburka Ferdinanda I. chorvatským králem v rámci unie s Uherskem, ale výměnou za to, že bude vést obranu proti Turkům. Tak se Habsburkové stali králi Chorvatska jak volbou, tak dědičským nárokem a zároveň také jako uherští králové. V této době bylo Chorvatsko součástí tzv. Královského Uherska.
Roku 1529 v centrální Chorvatsku a Slavonii na obranu křesťanského světa vzniká tzv. Vojenská hranice. Ta byla rozdělena na Chorvatskou vojenskou hranici (ta je zrušena roku 1881) a Slavonskou vojenskou hranici. Do této oblasti (tzv. Krajina) při dnešní hranici s Bosnou a Hercegovinou směřovala vlna srbských uprchlíků, kteří zde změnili etnickou situaci. Během válek Rakouské monarchie s Osmanskou říší dochází k roku 1699 k osvobození Slavonie, jejíž území bylo rozděleno mezi Vojenskou hranici a později (1744) vzniklou rakouskou korunní zemi Království Slavonie. Slavonské království bylo současně podřízeno Chorvatskému království i Svatoštěpánské koruně (Uhrám).

### Chorvatská území součástí Napoleonových Illyrských provincií

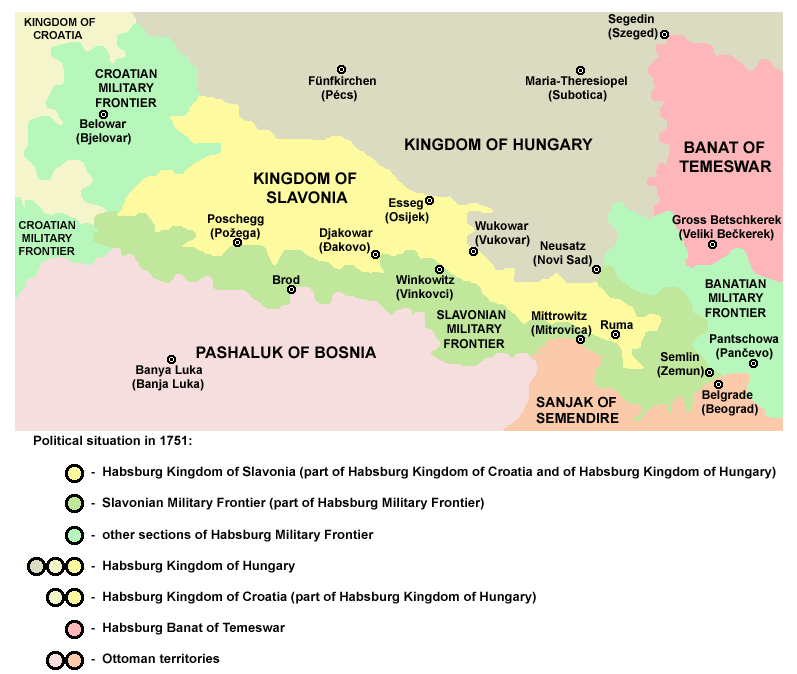
Vojenská hranice ve Slavonii (1751)

V roce 1809 byly Napoleonem zřízeny na bývalém rakouském území tzv. Ilyrské provincie, které zahrnovaly historické země Dalmácii, Istrii, Kraňsko, Gorice, Terst, Dubrovníka, Korutansko a tzv. chorvatské přímoří. Ilyrské provincie se stali součástí francouzského císařství a jeho deparmentem, v čele stál francouzský guvernér. Francouzská správa zde oslabila feudální vztahy a vytvořila příznivé podmínky pro rozvoj národního hnutí Jihoslovanů.
Roku 1815 po Napoleonově pádu Ilyrské provincie připadly rakouskému císařství, kdy získali Habsburkové Jaderské pobřeží zpět byla z velké části obnovena předchozí správa, tím pádem bylo dřívější velké Chorvatské království rozděleno (alespoň pod habsburskou vládou) na 3 celky resp. korunní země: království Chorvatské (zabíralo pouze tzv. centrální Chorvatsko), Slavonské království (oblast Slavonie) a království Dalmácie (oblast dalmácie, Dubrovníku a Kotoru). Každá z těchto "chorvatských" korunních zemí měla vlastní částečnou autonomii. Ostatní území bývalých Ilyrských provincií se stalo součástí nově utvořené korunní země království Illyrského (to ale bylo roku 1849 rozděleno na historické země). Království Slavonské bylo v letech 1744-1849 formálně podřízeno království Chorvatskému, v letech 1849-1868, již nezávislá korunní země.
Tradiční zemské sněmy, které byly do roku 1848 orgány stavovského zastoupení, byly po revoluci z roku 1848 císařskou vládou ve všech korunních zemích, včetně chorvatských zrušeny a teprve roku 1860 svolány v nové formě. Nyní už jen část členů zemských sněmů měla své postavení zaručena, zatímco zbytek byl volen.

## Symbolika

znak:
16. století, znak se objevil poprvé již roku 1495, ale oficiálně se začal používat až od roku 1526
znak od roku 1526 tak, je vyobrazen ve Fojnica Armorial
Znak království, H. G. Ströhl
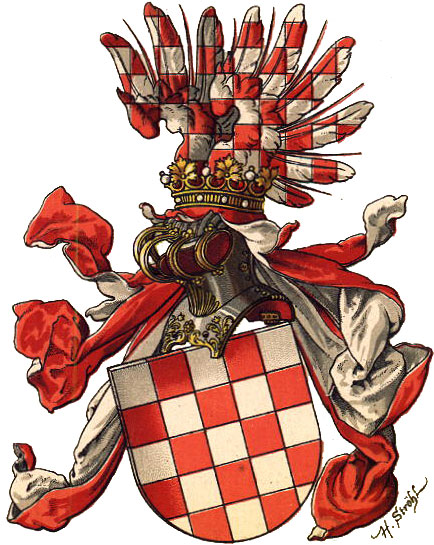
Chorvatský znak, H. G. Ströhl

vlajka:
vojenský prapor od roku 1526
prapor z roku 1618, při korunovaci Ferdinanda II.
vlajka 1848–1852, 1860–1868
vlajka 1852–1860